# Wiener Praterleben
Wiener Praterleben ist ein von Siegfried Translateur im Jahr 1892 komponierter Walzer, der in den 1920er Jahren durch die Sechstagerennen im Berliner Sportpalast als Sportpalastwalzer populär wurde.

## Geschichte
1891 hatte sich Siegfried Translateur in Wien niedergelassen, um am Konservatorium Musik zu studieren. Ein Jahr später, 17-jährig, komponierte er unter dem Eindruck des damaligen Wiener Praters den Walzer Wiener Praterleben. „Für jeden Tanz mussten 10 Kreuzer entrichtet werden. Damit auch die Armen in den Genuss eines Tanzes kamen, gab es einmal am Abend einen sogenannten ‚Vorzugstanz zu 4 Kreuzern, angekündigt wurde dieser durch Händeklatschen vom Tanzmeister. Dieses Signal, das dann vom Publikum weitergegeben wurde, nahm Translateur in seinen Walzer auf.“ Für diese Komposition erhielt er ein Honorar von 20.– Mark ausbezahlt.

### „Sportpalastwalzer“
Beim Berliner Sechstagerennen im Sportpalast spielte das Stück erstmals 1923 das Orchester Otto Kermbach. Das Stück wurde dort so beliebt, dass es als Erkennungsmelodie regelmäßig gespielt und bald Sportpalastwalzer genannt wurde.
Das Stück ist untrennbar mit Reinhold Habisch verbunden, einem großen Fan des Berliner Sechstagerennens, der seinen Traum, selbst Radrennfahrer zu werden, aufgeben musste, nachdem er durch einen Unfall ein Bein verloren hatte und an Krücken gehen musste. Habisch fing allmählich an, die vier gleichen Töne des Walzers, die nach den ersten zwei Takten der zweiten Walzersequenz folgen – also jenes von Translateur aufgenommene Händeklatschen –, scharf mitzupfeifen, was dann vom Publikum übernommen wurde. Unter dem Spitznamen „Krücke“ wurde Habisch zu einem Berliner Original. Die Pfiffe wurden seitdem in die meisten Versionen des Walzers eingebaut. Damit wurde ein musikalischer Klassiker geschaffen, der bis heute mit den Sechstagerennen in Verbindung gebracht wird.
Weil Translateur in der Zeit des Nationalsozialismus als „Halbjude“ galt, wurde ab 1934 verboten, den Sportpalastwalzer zu spielen. Er wurde dennoch gespielt. Allerdings fanden nach Januar 1934 nur noch zwei Sechstagerennen statt, in Dortmund und Berlin, weil sie sich aufgrund von unpopulären Regeländerungen durch die NS-Sportführung (z. B. keine Trikotwerbung, kein Antrittsgeld) als unrentabel erwiesen hatten.
Der Komponist Siegfried Translateur wurde 1944 im KZ Theresienstadt ermordet. 
Erst 1949 fand in Berlin wieder ein Sechstagerennen statt. Krücke pfiff den Sportpalastwalzer nun in der Sporthalle am Funkturm. Habisch starb 1964 in Berlin. Der Sportpalast, in dem seit 1911 Sechstagerennen stattgefunden hatten, wurde 1973 abgerissen.